# الترفيه خلال الرحلة

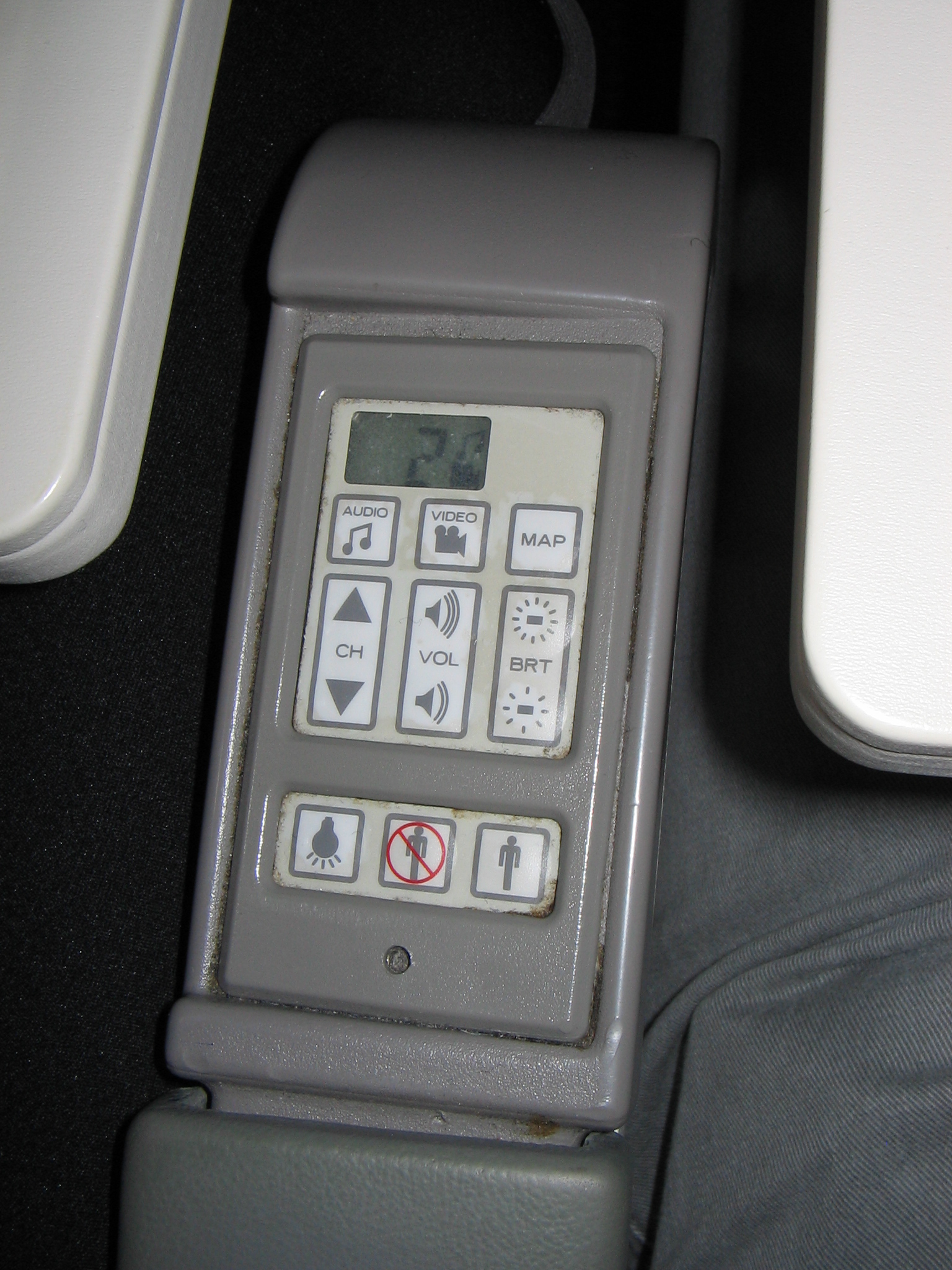
وحدة التحكم المدمجة في مسند الدراع، واحدة من وسائل الترفية خلال الرحلة

مصطلح الترفيه خلال الرحلة يشير إلى وسائل الترفيه المقدمة للركاب خلال الرحلة. في عام 1936، المركبة الجوية هيندينبيرغ قدمت للركاب بيانو، ردهة، غرفة عشاء، غرفة تدخين، و حانة. خلال رحلة مدتها يومين ونصف اليوم بين أوروبا وأمريكا. بعد الحرب العالمية الثانية. وسائل الراحة كانت بهيئة خدمة تقديم الطعام والشراب، وعرض أفلام خلال الرحلات الطويلة. في عام 1985م تم تقديم أول مشغل صوتي للركاب مع سماعات لغي الضوضاء في 1989م. خلال تسعينيات القرن العشرين طلب وسائل ترفيه أفضل كان عاملاً كبيراً في تصميم مقصورات الطائرة. قبل ذلك، كل ما كان يتوقعه الراكب كان فلماً يعرض على شاشة خلف المقصورة، ويمكن الاستماع له بواسطة سماعات تربط بمقبس في مقعده، الآن تتوفر شاشات تلفازية خاصة في أغلب الطائرات.